# Liste des épisodes de Dare Dare Motus

Cette page présente la liste des épisodes de la série télévisée d'animation Dare Dare Motus.
Avant la sortie du DVD 2011, seuls 26 épisodes ont été doublés en français.
| Globalement            | En série               | Titre français               | Titre anglais                             | Date de diffusion originale | Date de diffusion en français | Date de diffusion en français (Canada) |
| Première saison (1982) | Première saison (1982) | Première saison (1982)       | Première saison (1982)                    | Première saison (1982)      | Première saison (1982)        | Première saison (1982)                 |
| ---------------------- | ---------------------- | ---------------------------- | ----------------------------------------- | --------------------------- | ----------------------------- | -------------------------------------- |
| 1                      | 1                      | Cas étrange du bus fantôme   | The Strange Case of the Ghost Bus         | 25 octobre 1982             | 4 janvier 1982                | 23 juin 1984                           |
| 2                      | 2                      | Des robots en folie          | Rogue Robots                              | 28 septembre 1981           | 5 janvier 1982                | 12 mai 1984                            |
| 3                      | 3                      | L'œuf ou la poule            | Chicken Run                               | 7 octobre 1981              | 6 janvier 1982                | 19 mai 1984                            |
| 4                      | 4                      | Le martien maléfique         | The Martian Misfit                        | 12 octobre 1981             | 7 janvier 1982                | 26 mai 1984                            |
| 5                      | 5                      | À mourir de rire             | Die Laughing                              | 21 octobre 1981             | 8 janvier 1982                | 2 juin 1984                            |
| 6                      | 6                      | L'affaire des pôles          | Ice Station Camel                         | 28 octobre 1981             | 11 janvier 1982               | 9 juin 1984                            |
| 7                      | 7                      | Le voyage en amérique        | The Trip to America                       | 1er novembre 1982           | 12 janvier 1982               | 16 juin 1984                           |
| 8                      | 8                      | Qui a volé les cornemuses    | Who Stole the Bagpipies?                  | 30 septembre 1981           | 13 janvier 1982               | 12 mai 1984                            |
| 9                      | 9                      | Le monde des machines        | The World of Machines                     | 26 octobre 1981             | 14 janvier 1982               | 9 juin 1984                            |
| 10                     | 10                     | Problème de fantômes         | The Trouble With Ghosts                   | 5 octobre 1981              | 15 janvier 1982               | 19 mai 1984                            |
| Deuxième saison (1982) |                        |                              |                                           |                             |                               |                                        |
| 11                     | 1                      | Le jour du savon             | The Day of the Suds                       | 25-29 janvier 1982          | 1-5 mars 1982                 | 15-19 juillet 1984                     |
| 12                     | 2                      | SOS Jecoutoporte             | Close Encounters of the Absurd Kind       | 11-15 janvier 1982          | 8-12 mars 1982                | 1-5 juillet 1984                       |
| 13                     | 3                      | Le Duel                      | The Duel                                  | 18-22 janvier 1982          | 15-19 mars 1982               | 8-12 juillet 1984                      |
| 14                     | 4                      | Mitocréma                    | Custard                                   | 4-8 janvier 1982            | 22-26 mars 1982               | 24-28 juin 1984                        |
| 15                     | 5                      | Le Mauvais Œil               | The Bad Luck Eye of the Little Yellow God | 1-5 février 1982            | 29 mars-2 avril 1982          | 22-26 juillet 1984                     |
| 16                     | 6                      | Les Quatre Épreuves          | The Four Tasks of Danger Mouse            | 8-12 février 1982           | 5-9 avril 1982                | 29 juillet-2 août 1984                 |
| 17                     | 7                      | La machine à rêves           | The Dream Machine                         | 14 octobre 1981             | 15 mai 1982                   | 26 mai 1984                            |
| 18                     | 8                      | Le seigneur de la jungle     | Lord of the Bungle                        | 19 octobre 1981             | 22 mai 1982                   | 2 juin 1984                            |
| 19                     | 9                      | La malédicriin des pyramides | The Plague of Pyramids                    | 14 décembre 1981            | 3 juillet 1982                | 16 juin 1984                           |

## Troisième saison (1982)
1. L'Invasion du Colonel K (The Invasion of Colonel 'K)
2. Dare Dare Motus sauve à nouveau le Monde (Danger Mouse Saves the World ... Again)
3. Un étrange ballon de rugby (The Odd Ball Runaround)
4. The Strange Case of the Ghost Bus
5. Trip to America

## Quatrième saison (1983)
1. La Poursuite sauvage (The Wild, Wild Goose Chase)
2. Le Retour du Comte Canarcula (The Return of Count Duckula)
3. Le démon de la 4e dimension (Demons Aren't Dull)
4. 150 Million Years Lost
5. The Planet of the Cats
6. 4 Heads Are Better than 2
7. Tower of Terror
8. The Great Bone Idol
9. Public Enemy No. 1

## Cinquième saison (1984)
1. Long Lost Crown Affair
2. By George It's a Dragon
3. Tiptoe Through the Penfolds
4. Project Moon
5. The Next Ice Age Begins at Midnight
6. The Aliens are Coming
7. Remote-Controlled Chaos
8. The Man From Gadget
9. Tampering With Time Tickles
10. Nero Power

## Sixième saison (1985)
1. Once Upon a Time Slip
2. Viva Danger Mouse
3. Play it Again, Wufgang
4. Hear, Hear
5. Multiplication Fable
6. The Spy Who Stayed in With a Cold
7. It's All White, White Wonder
8. The Hickory Dickory Dock Dilemma
9. What a Three-Point Turn-Up For the Book
10. Quark! Quark!
11. Alping is Snow Easy Matter
12. Aaargh! Spiders!
13. One of Our Stately Homes is Missing
14. Afternoon Off - With the Fangboner
15. Beware of Mexicans Delivering Milk
16. Cat-Astrophe
17. The Good, the Bad and the Motionless
18. Statues
19. The Clock Strikes Back!
20. Ee! Tea!
21. Bandits, Beans and Ballyhoo!
22. Have You Fled Any Good Books Lately?
23. Tut, Tut, It's Not Pharaoh
24. Lost, Found and Spellbound
25. Penfold, B.F.
26. Mechanized Mayhem
27. Journey to the Earth's... 'Cor

## Septième saison (1986)
1. Danger Mouse on the Orient Express
2. The Ultra Secret Secret
3. Duckula Meets Frankenstoat
4. Where There's a Well There's a Way
5. All Fall Down
6. Turn of the Tide

## Huitième saison (1987)
1. Gremlin Alert
2. Cor! What a Picture

## Neuvième saison (1991)
1. I Spy With My Little Eye
2. Bigfoot Falls
3. The Statue of Liberty Caper
4. Penfold Transformed
5. A Dune With a View
6. Don Coyote and Sancho Penfold

## Dixième saison (1992)
1. Crumhorn Strikes Back!
2. Ants, Trees and ... Whoops-A-Daisy
3. There's a Penfold in My Suit
4. Rhyme and Punishment
5. Pillow Fright!
6. Heavy Duty
7. The Intergalactic 147